# Baskouré (département)
Pour les articles homonymes, voir Baskouré.
Baskouré est un département et une commune rurale du Burkina Faso, situé dans la province du Kouritenga et la région du Centre-Est.

## Géographie

### Démographie
- En 2003, le département comptait 11 447 habitants estimés[2].
- En 2006, le département comptait 11 723 habitants recensés[1].

## Administration

### Villages
Le département et la commune rurale de Baskouré est administrativement composé de douze villages, dont le village chef-lieu homonyme (données de populations consolidées en 2012, issues du recensement général de la population de 2006) :
- Balgo (165 habitants)
- Baskouré (2 703 habitants), chef-lieu
- Boumdoudoum (413 habitants)
- Komsilga (784 habitants)
- Lilgomdé (248 habitants)
- Nakaba (2 934 habitants)
- Niago (365 habitants)
- Oualogo (727 habitants)
- Ounougou (969 habitants)
- Sambraoghin (1 124 habitants)
- Séguem (340 habitants)
- Tossin (951 habitants)